# 高取秀明
高取 秀明（高取ヒデアキ，1967年3月4日—）是一名出身於日本東京都的男性歌手、唱作人及作曲家。他出道之後都以演唱特攝及動畫主題曲為其特色，像是演唱《忍風戰隊破裏劍者》的片頭曲、《變形金剛：微型傳說》的片頭曲以及《侍戰隊真劍者》的片尾曲等作品至今仍有不錯的人氣。現在他是Columbia Music Entertainment属下的Project.R成員之一。

## 代表曲

### 動畫
- 眠くなるまで（頑皮小白貂 片尾曲）
- オコジョ番長のテーマ（頑皮小白貂 插曲）
- SONIC DRIVE（音速小子X 片頭曲）　※與影山浩宣合唱
- Transformers ～鋼鉄の勇気～（變形金剛：微型傳說 片頭曲）
- Sand Mission（沙漠神行者 片頭曲／演奏・Z旗）
- 砂ぼうず絵描き歌（沙漠神行者 片尾曲）
- Trust yourself（金肉人II世 片頭曲／演奏・Z旗）
- 祝!（ハピ☆ラキ）ビックリマン（祝!(ハピ☆ラキ)ビックリマン 片頭曲）
- 奇跡の出会い～ルアーフィッシング讃歌～（天才小魚郎RV 插曲）
- 戦え!ガチャフォース（GATCHA FORCE 片頭曲）
- ボーイズ・アンド・ガールス!（真·女神轉生 惡魔之子 光之書&闇之書 片頭曲）
- ライブオン!（ライブオン CARDLIVER 翔 片頭曲）

#### COA名義
COA的全稱為「Collumbia・Original・Artists」，而中文名的讀法為「哥倫比亞原裝藝人」。
- Chase The Wind（天才小魚郎RV 片頭曲）
- 飾らない想い（天才小魚郎RV CDS[Chase The Wind]CW）
- SPACE DREAMER ～遥かなるビーストウォーズ～（劇場版 百變金剛Second 片頭曲）
- MY SHOOTING STAR（劇場版 百變金剛Second 片尾曲）
- あの夢の彼方へ（劇場版 Beast Wars Metals 柯博文大變身 片頭曲）
- WA!WA!ワンダーランド（劇場版 Beast Wars Metals 柯博文大變身 片尾曲）
- 戦使達の翼（聖魔大戰2000（日语：ビックリマン2000） 片頭曲）
- 月光仮面は誰でしょう（ごぞんじ!月光仮面くん 片頭曲）
- 未来は君の中に（ごぞんじ!月光仮面くん CDS[月光仮面は誰でしょう]CW）

#### R.A.M名義
R.A.M的全稱為「Rundum・Access・Module」，與平間あきひこ合唱。
- DIVER＃2100（電腦冒險記 第一片頭曲）
- SO DIVE!（電腦冒險記 第二片頭曲）
- SYNC,～君がいるから～（電腦冒險記 CDS [DIVER＃2100] CW）
- CYBER WARRIORS!（電腦冒險記 CDS [SO DIVE!] CW）
- DIVER#2100(Rev.5.11) （電腦冒險記 翻唱曲）

### 特攝
- ハリケンジャー参上!（忍風戰隊破裏劍者 片頭曲）
- 風よ、水よ、大地よ、（忍風戰隊破裏劍者 插曲）
- Hi-Dee-Hoo!シュリケンジャー（忍風戰隊破裏劍者 插曲）
- Fight! for the earth!!（爆龍戰隊暴連者 插曲）
- ビルドアップ!デカレンジャーロボ（特搜戰隊刑事連者 插曲）
- 飛べよデカウイングロボ!（特搜戰隊刑事連者 插曲）
- ファンタスティック マジアクション（魔法戰隊魔法連者 插曲）
- 眩き閃光!ボウケンシルバー（轟轟戰隊冒險者 插曲）
- 四六時夢中 シンケンジャー（侍戰隊真劍者 片尾曲）.
- みんな集まれ! キョウリュウジャー（大家集合! 強龍者）（獸電戰隊強龍者 片尾曲）.

### 其他
- 戦え!ガチャフォース（任天堂GameCube專用遊戲『GATCHA FORCE』主題歌）
- ABCマート 廣告歌曲
- 日本工學院 廣告歌曲
- スパーキーのうた（瀬戶內海放送角色歌曲）
- Rock'n'roll★HERO (super hero festival original sound tracks vol.4

from super hero festival power live tour 2007 winter
"TREASURE A GO! GO!")
- ラララ…=LOVExLINKxLIVE=<live version> (super hero festival original sound tracks vol.4

from super hero festival power live tour 2007 winter
"TREASURE A GO! GO!")
- マックスロボのテーマ（日本電視台劇集「Sexy voice and Robo」插曲）

## 作詞・作曲及其他作品提供
- いま風の中で（忍風戰隊破裏劍者 片尾曲／歌：影山浩宣）
- 銀河の煌（銀河鐵道物語 片尾曲／歌：佐佐木功）
- Midnight Dekaranger（特搜戰隊刑事連者 片尾曲／歌：佐佐木功）
- 「笑うが勝ち!」でGO!（光之美少女Splash Star 片尾曲／歌：五條真由美）
- Radiance～ウルトラマンヒカリのテーマ～（超人力霸王梅比斯外傳 Hikari Saga 主題歌／歌：Project DMM）
- 我的老大，我的英雄　劇中歌　Anikinder
- 輝け 勇気。～ケントのテーマ～（電腦冒險記 CDS[Fighters] CW／歌：小林由美子）
- GET A VICTORY（爆斗宣言大钢弹 插曲／歌：遠藤正明）
- Go! Yellow thunder（魔法戰隊魔法連者 插曲／歌：小津 翼/マジイエロー）
- 蒼き情熱（爆龍戰隊暴連者 印象歌曲／歌：富田翔）
- TETSUの意志で"（特搜戰隊刑事連者 印象歌曲／歌：吉田友一）
- レッツゴぉ～♪ピンキーストリート（Pinky:st.（ピンキーストリート）片頭曲）
- 4.S.G.S ～いざ進めサージェス～（轟轟戰隊冒險者 插曲／歌：SGS合唱團）
- 暗黒闘技　臨獣拳!（獸拳戰隊激氣連者 插曲／歌：歌:齋藤謙策）
- S.G.S ～いざ進めサージェス!～（轟轟戰隊冒險者 插曲／歌：SGS合唱團）
- HEROS!（超人力霸王梅比斯 印象歌曲／歌：Project DMM）
- 海に月、心に光、キラキラと。（光之美少女Splash Star 插曲／歌：樹元織江）
- Pa!っとハレバレじゃん♪（光之美少女Splash Star 插曲／歌：樹元織江）
- とびっきり!勇気の扉（Yes! 光之美少女5 插曲／歌：伊瀬茉莉也）

## 宴會
- 講談社　夏のこどもまつり（2007年7月22日（日）芝メルパルクホール/2007年7月28日（土）大阪メルパルクホール）

## 外部連結
- （日語） 高取秀明官方網站
- （日語） Z旗官方網站